# Echinodorus berteroi
Echinodorus berteroi är en svaltingväxtart som först beskrevs av Spreng., och fick sitt nu gällande namn av Norman Carter Fassett. Echinodorus berteroi ingår i släktet Echinodorus och familjen svaltingväxter. Inga underarter finns listade.